# Lobobunaea phaeax
Lobobunaea phaeax är en fjärilsart som beskrevs av Jordan 1910. Lobobunaea phaeax ingår i släktet Lobobunaea och familjen påfågelsspinnare. Inga underarter finns listade i Catalogue of Life.